# Stockport (Iowa)
Stockport – miasto w Stanach Zjednoczonych, w stanie Iowa, siedziba hrabstwie Van Buren. W 2000 liczyło 284 mieszkańców.